# Sociedad Universitaria de Cohetes Experimentales
La Sociedad Universitaria de Cohetes Experimentales (SUCE) fue una organización mexicana que estuvo activa de 1969 a 1975, multidisciplinaria, conformada por estudiantes de las carreras de ciencias químicas, biología e ingeniería, cuyo objetivo principal consistió en desarrollar investigación aplicada en el área de las ciencias de la atmósfera así como de fabricar tecnología espacial en una época en la cual solo entidades militares y gubernamentales tenían el monopolio de la misma y cuyo acceso era además, costoso.
Esta organización pasó a formar parte importante de una etapa de la historia de la Astronáutica en México pues sus miembros, sirviéndose de materiales de fácil acceso y apoyados de mentores, desarrollaron artefactos propios.

## Historia
En 1965, en pleno auge de la carrera espacial y del Proyecto Apolo, estudiantes de las carreras de ciencias y de ingeniería de la Universidad Nacional Autónoma de México y del Instituto Politécnico Nacional crearon la Sociedad Mexicana de Estudios Interplanetarios (SMEI), posteriormente esta Sociedad cambió su denominación a Centro Científico de Construcción de Cohetes (CCCC) y fue en 1971 que tomó el nombre de Sociedad Universitaria de Cohetes Experimentales.

## Actividad científica
La SUCE desarrolló una intensa actividad de investigación aplicada que consistió en diseñar, construir, probar, calibrar instrumentos para el lanzamiento de cohetes, así como de vehículos o cohetes que transportaran equipos de medición con el objetivo de estudiar fenómenos originados por el ser humano que afecten a la atmósfera y aquellos producidos por la naturaleza como son los rayos cósmicos, temperatura, lluvia, nubes y tormentas eléctricas. Sus aportaciones fueron difundidas a la comunidad científica como tesis de licenciatura y de grado.

## Mentores destacados
- Jorge Valerdi
- Alejandro Velasco Levy
- Alejandro Romero López
- Ruth Gall
- Dagoberto de la Serna Valdivia
- Helio Flores
- Carlos Castañeda[3]

## Miembros destacados
- Joaquín Berruecos
- Héctor Carlos Hernández García
- José de Jesús Vega Jiménez
- Marco Aurelio Flores Verdugo
- Augusto Sánchez Cifuentes
- Carlos Villalpando
- Fernando Wagner
- Nuria Sala
- Rosa Luz Alegría
- Isaac Scherson
- Rosaura Ruiz Gutiérrez
- Carlos Duarte Muñoz
- Ronald López Gómez[3]